# Deccanometrus
Genre
Deccanometrus est un genre de scorpions de la famille des Scorpionidae.

## Distribution
Les espèces de ce genre se rencontrent en Inde, au Népal, en Chine au Tibet et au Pakistan.

## Liste des espèces
Selon The Scorpion Files (19/11/2020) :
- Deccanometrus bengalensis (C. L. Koch, 1841)
- Deccanometrus latimanus (Pocock, 1894)
- Deccanometrus liurus (Pocock, 1897)
- Deccanometrus obscurus (Couzijn, 1981)
- Deccanometrus phipsoni (Pocock, 1893)
- Deccanometrus ubicki (Kovařík, 2004)
- Deccanometrus xanthopus (Pocock, 1897)

## Publication originale
- Prendini & Loria, 2020 : « Systematic revision of the Asian Forest Scorpions (Heterometrinae simon, 1879), revised suprageneric classification of Scorpionidae Latreille, 1802, and revalidation of Rugodentidae Bastawade et al., 2005. » Bulletin of the American Museum of Natural History, no 442, p. 1-480 (texte intégral).